# والسرهورن
والسرهورن (به لاتین: Valserhorn) یک کوه در سوئیس است که در کانتون گراوبوندن واقع شده‌است. والسرهورن ۲٬۸۸۶ متر بالاتر از سطح دریا واقع شده‌است.